# ویتوریا یایا
ویتوریا یایا (پرتغالی: Vitória Yaya؛ زادهٔ ۲۳ ژانویهٔ ۲۰۰۲) بازیکن فوتبال زن اهل برزیل است.
از باشگاه‌هایی که در آن بازی کرده است می‌توان به باشگاه فوتبال زنان سانتوس اشاره کرد.
وی همچنین در تیم ملی فوتبال زنان برزیل بازی کرده است.